# 발렌타인 데이 (2010년 영화)
《발렌타인 데이》(영어: Valentine's Day)는 2010년 개봉한 미국의 로맨틱 코미디 영화이다. 게리 마셜이 감독하고 캐서린 푸제이가 각본을 썼고, 마이크 카즈, 웨인 앨런 라이스가 제작에 참여하였다. 이 영화는 앙상블 캐스트로 제시카 앨바, 캐시 베이츠, 제시카 빌, 브래들리 쿠퍼, 에릭 데인, 패트릭 뎀프시, 헥터 엘리존도, 제이미 폭스, 제니퍼 가너, 토퍼 그레이스, 앤 해서웨이, 애슈턴 쿠처, 퀸 라티파, 테일러 라우트너, 조지 로페즈, 셜리 매클레인, 에마 로버츠, 줄리아 로버츠, 테일러 스위프트가 출연하였다. 뉴 라인 시네마에서 제작을 맡았고, 워너 브라더스가 배급하였다. 엇갈리는 평가에도 성공적인 흥행 수익을 거두었다.

## 줄거리
영화는 밸런타인 데이 아침에 여자 친구 몰리(제시카 앨바 분)에게 청혼 반지를 건넨 리드(애슈턴 쿠처 분)가 승낙을 받고 행복해하는 모습으로 시작한다. 하지만 몰리는 그날 오후 리드를 떠난다. 리드의 절친한 친구인 줄리아(제니퍼 가너 분)는 애인(패트릭 뎀프시 분)이 이혼남인 줄 알지만 그는 여전히 유부남이고, 매니지먼트 홍보 담당자 케라(제시카 빌 분)는 밸런타인 데이에 혼자인 사람은 자기밖에 없을 것이라며 절망에 빠져 있다.
그리고 재계약을 앞둔 미식축구 선수 숀(에릭 데인 분)과 스포츠 전문 기자 켈빈(제이미 폭스 분), 성인 전화 아르바이트를 하는 전화 교환원 리즈(앤 해서웨이 분), 비행기 옆자리에 앉게 된 여군 장교 케이트(줄리아 로버츠 분)와 다정한 매너남 홀든(브래들리 쿠퍼 분), 다정한 남편(헥터 엘리존도 분)에게 오래전 불륜을 밝히는 아내(셜리 매클레인 분)와 상사병에 걸린 손자까지, 이들은 때로는 자기 진심을 몰라서, 때로는 상대의 진심을 오해해서 조금씩 길을 돌아가긴 하지만, 각자 예상 가능한 사람과 혹은 미처 예상치 못한 사람과 결국 행복하게 만난다.

## 출연진
- 제시카 앨바 - 몰리 클라크슨 역
- 캐시 베이츠 - 수전 모랄레즈 역
- 제시카 빌 - 케라 모너핸 역
- 브래들리 쿠퍼 - 홀든 윌슨 역
- 에릭 데인 - 숀 잭슨 역
- 패트릭 뎀프시 - 해리슨 코플런드 의사 역
- 헥터 엘리존도 - 에드거 패딩턴 역
- 제이미 폭스 - 켈빈 무어 역
- 제니퍼 가너 - 줄리아 피츠패트릭 역
- 토퍼 그레이스 - 제이슨 모리스 역
- 앤 해서웨이 - 리즈 커런 역
- 카터 젱킨스 - 앨릭스 프랭클린 역
- 애슈턴 쿠처 - 리드 베넷 역
- 퀸 라티파 - 폴라 토머스 역
- 테일러 라우트너 - 윌리 해링턴 역
- 조지 로페즈 - 앨폰조 로드리게스 역
- 셜리 매클레인 - 에스텔 패딩턴 역
- 에마 로버츠 - 그레이스 스마트 역
- 줄리아 로버츠 - 케이트 패딩턴헤이즐틴 대위 역
- 브라이스 로빈슨 - 에디슨 헤이즐틴 역
- 테일러 스위프트 - 펄리샤 밀러 역
- 캐서린 러나사 - 패멀라 코플런드 역
- 메건 수리 - 레이니 역
- 크리스틴 레이킨 - 헤더 역
- 조너선 모건 하이트 - 거친 프랭클린 역
- 트레이시 라이너
- 폴 윌리엄스

## 수상
- 2010년 제19회 MTV 무비 어워드 최고의 키스상 후보 테일러 스위프트와 테일러 라우트너[3]

## 시청 등급
- 대한민국: 15세 관람가

## 같이 보기
- 뉴욕의 연인들 (2011년 영화)
- 마더스 데이 (2016년 영화)